# Эдера, Симоне
Симоне Эдера (итал. Simone Edera; род. 9 января 1997, Турин) — итальянский футболист, полузащитник.

## Клубная карьера
Симоне — уроженец Турина. В семилетнем возрасте скаут «Торино», бывший игрок клуба Сильвано Бенедетти привёл его в клубную академию, которую игрок прошёл от начала и до конца. В сезоне 2014/15 был переведён в юношескую команду «Торино», которой в итоге помог выиграть чемпионат, забив в финальном матче юношеской команде «Лацио».
В сезоне 2015/16 стал подводиться к основной команде. 20 апреля 2016 года дебютировал в Серии А в поединке против «Ромы», заменив на 90-й минуте Алессандро Гацци. До конца сезона он вышел на поле ещё раз, в поединке с «Удинезе».
В январе 2019 года Эдера отправился в аренду в «Болонью».

## Карьера в сборной
Симоне вызывается в юношеские сборные Италии. Ныне выступает за сборную до 19 лет.